# Osella

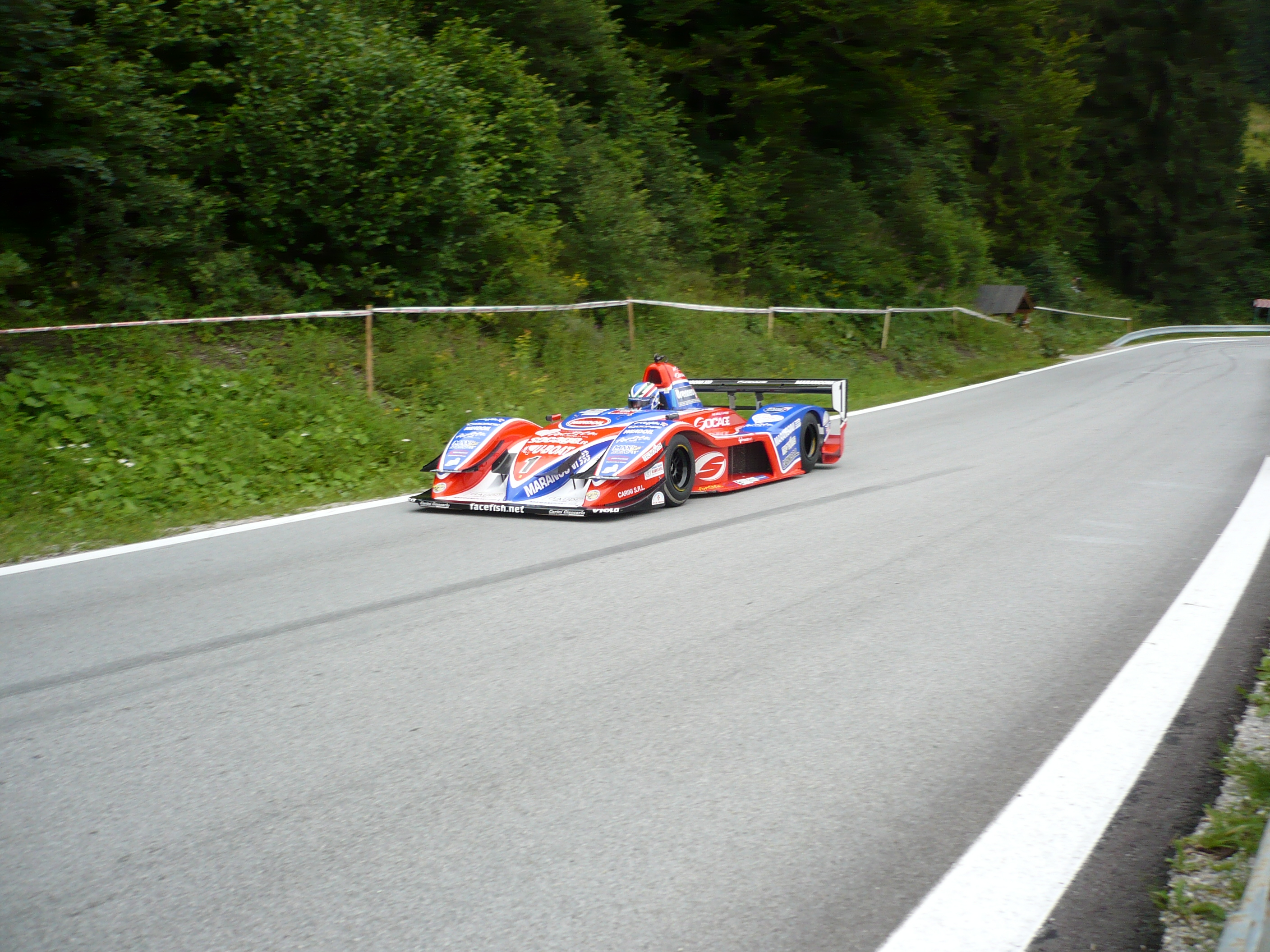
Osella FA30 w 2012 roku

Osella – założona przez kierowcę wyścigowego − Vincenzo „Enzo” Osellę − włoska firma produkująca samochody wyścigowe Formuły 1 oraz nieistniejący już zespół kierowców.

## Historia
Team Osella zadebiutował w F1 w sezonie 1980. Wystawił jeden samochód, który prowadził znany kierowca amerykański – Eddie Cheever. Słaba konstrukcja nie pozwoliła mu jednak na zdobycie żadnego punktu. W 1981 jednym z kierowców Oselli był Beppe Gabbiani, w drugim aucie kierowcy ciągle się zmieniali. W pierwszej połowie sezonu zasiadało w nim aż trzech kierowców (najbardziej znany – Piercarlo Ghinzani), w drugiej połowie – Jean-Pierre Jarier. Francuz regularnie kończył wyścigi, ale zespół znów nie punktował. Sezon 1982 Osella zaczęła bardzo dobrze. Jarier był czwarty w San Marino i zdobył pierwsze punkty dla włoskiego konstruktora. W dalszej części sezonu zespół dotknęła tragedia – w Kanadzie zginął drugi kierowca – Riccardo Paletti. Startujący z końca stawki Włoch nie zauważył, że w wyniku awarii nie ruszył stojący na pierwszym polu Didier Pironi i uderzył w jego bolid. W pierwszej chwili publiczności nie przeszkadzał ten rozwój sytuacji – Pironi był w Kanadzie znienawidzony za nieuczciwą walkę z poprzednią śmiertelną ofiarą F1 Gilles'em Villeneuve'em (niektórzy nawet obwiniali go za śmierć Kanadyjczyka). Jednak wszyscy ucichli gdy Paletti nie wychodził z płonącego wraku. Sekcja zwłok wykazała, że zginął w wyniku obrażeń odniesionych w wypadku, a nie w pożarze. W 1983 barwy teamu reprezentowali Corrado Fabi i ponownie Ghinzani, który spisywał się lepiej od partnera. Żaden z kierowców nie zdobył jednak punktów. Ghinzani w kolejnym sezonie po raz drugi dojechał w punktowanej szóstce włoskim bolidem. Ta sztuka nie udała się jego następnemu koledze – Jo Gartnerowi. W 1985 dla Oselli znów jeździł Ghinzani i holender Huub Rothengatter. Znów lepszy okazywał się najczęściej Włoch i to on pozostał w zespole na rok 1986. Tym razem jego partnerem był Niemiec Christian Danner. W połowie sezonu próbowano go zastąpić, ale kolejni kierowcy też nie jeździli dobrze. Następny sezon przyniósł regularne zmiany kadrowe i kłopoty finansowe teamu. W ostatnich latach istnienia (1987-90) próbowano jeździć tylko z jednym kierowcą (Nicola Larini) lub wracano do Ghinzaniego, ale to nie pomogło i po sezonie 1990 Osella wycofała się z F1.